# ویلا باربارو
ویلا باربارو (به ایتالیایی: Villa Barbaro) که به ویلای مازر (به ایتالیایی: Villa di Maser) نیز شناخته می‌شود، ویلایی بزرگ واقع در کومونهٔ مازر در منطقهٔ ونتو در شمال ایتالیا است. این ساختمان که توسط آندره پالادیو طراحی و ساخته شده و دارای فرسکوهایی از پائولو ورونز و مجسمه‌هایی از الساندرو ویتوریا است. این اثر در سال ۱۹۹۶ در فهرست میراث جهانی یونسکو اضافه شد. 